# Attigny (Ardenne)
Attigny è un comune francese di 1 221 abitanti situato nel dipartimento delle Ardenne nella regione del Grand Est.

## Società

### Evoluzione demografica
Abitanti censiti